# Янанебібув
«Янанебібув» — другий студійний альбом українського гурту «Океан Ельзи», виданий 21 лютого 2000 року лейблом «Nova Records» та перевиданий 2003 року лейблом «Lavina Music».

## Про альбом
Презентація альбому відбулася 14 січня 2000 року у галереї «Лавра». Пісні «Кавачай» і «Коли тебе нема» прозвучали у фільмі Олексія Балабанова «Брат 2», що відразу зробило групу дуже популярною в Росії.

## Список композицій
| Стандартне видання        | Стандартне видання | Стандартне видання | Стандартне видання               | Стандартне видання |
| #                         | Назва              | Автор слів         | Автор музики                     | Тривалість         |
| ------------------------- | ------------------ | ------------------ | -------------------------------- | ------------------ |
| 1.                        | «Янанебібув»       | Святослав Вакарчук | Юрій Хусточка Святослав Вакарчук | 3:19               |
| 2.                        | «Той день»         | Святослав Вакарчук | Святослав Вакарчук               | 3:58               |
| 3.                        | «Мало мені»        | Святослав Вакарчук | Святослав Вакарчук Павло Гудімов | 5:06               |
| 4.                        | «Сосни»            | Святослав Вакарчук | Святослав Вакарчук               | 4:31               |
| 5.                        | «Кавачай»          | Святослав Вакарчук | Святослав Вакарчук Павло Гудімов | 4:39               |
| 6.                        | «Відпусти»         | Святослав Вакарчук | Святослав Вакарчук               | 3:52               |
| 7.                        | «Африка»           | Святослав Вакарчук | Святослав Вакарчук               | 4:25               |
| 8.                        | «Поясни»           | Павло Гудімов      | Павло Гудімов                    | 3:39               |
| 9.                        | «Фіалки»           | Святослав Вакарчук | Святослав Вакарчук               | 3:43               |
| 10.                       | «Коли тебе нема»   | Святослав Вакарчук | Святослав Вакарчук               | 3:17               |
| 11.                       | «Етюд»             | Святослав Вакарчук | Святослав Вакарчук               | 3:19               |
| Загальна тривалість 42:49 |                    |                    |                                  |                    |

| Бонус                     | Бонус              | Бонус              | Бонус              | Бонус      |
| #                         | Назва              | Автор слів         | Автор музики       | Тривалість |
| ------------------------- | ------------------ | ------------------ | ------------------ | ---------- |
| 12.                       | «Там, де нас нема» | Святослав Вакарчук | Святослав Вакарчук | 2:22       |
| Загальна тривалість 45:11 |                    |                    |                    |            |